# Mockbuster
Un mockbuster o knockbuster, a veces también llamado oportunidad de arrastre (en inglés, drafting opportunity) es una película creada con la intención de aprovechar y explotar la publicidad de otra película (más reconocida) con un título o tema similar. Los mockbusters son a menudo hechos con un bajo presupuesto y producciones rápidas para maximizar las ganancias. A diferencia de películas producidas para aprovechar la popularidad de un estreno reciente adoptando un género o unos elementos narrativos similares, los mockbusters suelen producirse de manera simultánea a películas aún sin estrenar, y se estrenan directamente para vídeo al mismo tiempo que la película real es estrenada. Un mockbuster puede ser lo suficientemente similar en el título y/o publicidad como para que los consumidores lo confundan con la película real que imita, pero sus productores sostienen que simplemente están ofreciendo productos adicionales para los consumidores que quieren ver más películas de los mismos subgéneros.
A veces, pero no siempre, los mockbusters utilizan títulos con un nombre similar a la película de presupuesto mayor que pretende imitar. Por ejemplo, la película de 2006 Snakes in a Train (Serpientes en un tren), escrita por Eric Forsberg, fue mockbuster de la ya conocida Snakes on a Plane (Serpientes en un avión). Si bien los mockbusters se hacen con frecuencia con el objeto de engañar a los consumidores y que estos adquieran o consuman equivocadamente el título derivado (por ejemplo, el cliente quiere ver la película de Transformers pero en realidad está comprando el mockbuster, Transmorphers), otra posible intención es simplemente la de servir como parodia. 

## Etimología
El término "Mockbuster" proviene del inglés y es una palabra combinada de las palabras "mock" y "blockbuster." No existe una traducción literal idónea en español. La palabra blockbuster se refiere a  populares películas de alto presupuesto, y se ha traducido como "taquillazo," "bombazo," éxito de taquilla o éxito de ventas. La palabra mock, por su parte, puede traducirse como imitación o parodia. De esta manera, la palabra combinada significaría algo así como "imitación de un taquillazo." 

## Historia
Los mockbusters tienen una larga historia en Hollywood y en otros lugares. Por ejemplo, la película de 1959 The Monster of Piedras Blancas (de la productora Vanwick) está claramente derivada de Creature from the Black Lagoon (conocida como El monstruo de la laguna negra en Hispanoamérica y La mujer y el monstruo en España), incluyendo el disfraz del monstruo que fue creado por el mismo diseñador, Jack Kevan. El ataque de la mujer de 50 pies (1958) dio origen a Village of the Giants, y The Land That Time Forgot (1974) dio origen a la japonesa Legend of Dinosaurs & Monster Birds (1977). The Blob, generó la película El limo verde; The Land That Time Forgot, fue producida para parodiar Legend of Dinosaurs & Monster Birds; Star Wars dio nacimiento a un derivado de imitaciones, llamadas Stars Battles, entre otras. El éxito de Steven Spielberg con la película de 1982 E.T., el extraterrestre dio lugar a la película de 1983 El E.T.E. y el Oto y la de 1988 Mi amigo Mac; y la película de 1984 Gremlins y su consiguiente popularidad inspiró la creación de Hobgoblins en 1988.
Tales películas encajan en el modelo de las películas de Cine B, producidas con un presupuesto pequeño y en gran parte derivadas de una película original y otros proyectos similares. Los costos reducidos producto del uso de equipos modernos de video y de gráficos digitales, así como sus conexiones con la publicidad de las películas que intentan imitar han permitido a los mockbusters convertirse en un nicho rentable en el mercado de las películas para ver en casa. Blockbuster, una de las cadenas de alquiler de videojuegos y DVD más grande de los Estados Unidos a finales del siglo XX y comienzos del XXI, dio apoyo implícito al concepto con la compra de 100.000 ejemplares de la película de The Asylum Fate of Two Worlds lanzada para coincidir temporalmente con la película de Steven Spielberg La guerra de los mundos (2005), protagonizada por Tom Cruise.
Una película no necesariamente tiene que ser un derivado de una película real preexistente para ser un mockbuster. En su lugar podría tratar de capitalizar la popularidad de una serie de televisión existente o cualquier otra forma de medios de comunicación. Es el caso de la película de 1979 Angels Revenge, ampliamente considerada como una copia de la popular serie de televisión Los Ángeles de Charlie (sus materiales promocionales incluso se pareción al estilo gráfico de esta última). Este mismo principio también puede funcionar en sentido inverso. Glen A. Larson fue acusado de producir mockbuster en la cima de su carrera, creando series de televisión que plagiaban películas populares de la época (Battlestar Galactica, por ejemplo, aprovechaba la popularidad de Star Wars, mientras que Alias Smith and Jones era una copia de Butch Cassidy and the Sundance Kid). La serie de televisión Mister Ed fue derivada de la popular serie Francis the Talking Mule, la que también fue imitada por Disney con la película Gus.

### Ejemplos
Star Wars, sus varias secuelas y su popularidad generaron imitaciones extranjeras tales como la película turca de 1982 Dünyayı Kurtaran Adam (conocida con el título no oficial de "Star Wars turco", si bien su título se traduce como "El hombre que salva al mundo"). 
La película de Charlton Heston de 1968 El planeta de los simios inspiró la serie de televisión japonesa de bajo presupuesto Saru no Gundan (1974) que a su vez inspiró la película Time of the apes en 1987. 
La película de 1975 Tiburón generó la copia italiana de 1980 Great White, así como Monster Shark, otra copia italiana lanzada cuatro años más tarde. Dos directores italianos han hecho películas inspiradas en Dawn of the Dead de George A. Romero (1978): Zombi 2 de Lucio Fulci se publicitó como la secuela de aquella película (que llevaba el título de Zombi en Italia) e incluso usó una línea escrita originalmente para Dawn of the dead. Bruno Mattei lanzó Apocalipsis caníbal en 1980, considerada como el intento de Mattei de copiar Dawn of the dead. La película llegó incluso a utilizar ilegalmente música de la banda sonora de Dawn of the dead creada por la banda Goblin sin el permiso de ésta, de Romero, del grupo Laurel o de cualquier otra persona involucrada con la producción de Dawn of the dead. Asimismo, en 1988 Mattei filmó una película titulada Robowar, ampliamente vista como un intento de aprovechar la exitosa película de Arnold Schwarzenegger de 1987 Depredador, pero en esta versión con un "robot militar" de bajo presupuesto (un actor usando casco de motociclista y una chaqueta negra de flak) como el antagonista en lugar de un cazador intergaláctico. Esta cinta también incluía elementos de otras películas de acción de la época como Rambo y RoboCop.
La película española Los nuevos extraterrestres (1983) de Juan Piquer Simón tenía en sus etapas iniciales una trama en torno a malévolos extraterrestres replicantes, pero los productores exigieron que se reescribiera el guion para aprovechar el éxito de la película de Steven Spielberg E.T., el extraterrestre (1982).  La película fue lanzada en su forma final en 1983 con una copia peluda, naranja y con trompa del personaje de E.T. El extraterrestre hace amistad con un niño pequeño (que le apoda "Trompita") y tiene poderes aparentemente mágicos que se parecen en algo a los del E.T. original, pero traídos a la vida con efectos especiales de bajo presupuesto.
En 1983, un año después del lanzamiento estadounidense de la película clásica de culto y de ciencia ficción de Disney Tron, un estudio de Corea del Sur denominado Namyang Planning lanzó una película animada de ciencia ficción llamada Computer haekjeonham pokpa daejakjeon, que más tarde fue lanzada internacionalmente por Joseph Lai bajo el título de Savior of the Earth. La trama de la película se centra en un fanático promedio de los videojuegos que es transportado al cíberespacio por un científico loco y es forzado a jugar juegos de video para poder sobrevivir. La película es conocida por el título no oficial de "Tron coreano" debido a que, a pesar de ser animada, contiene una serie de elementos narrativos y visualdes que fueron tomados obviamente de Tron. Estos incluyen la luminosa armadura corporal, los discos de identidad, varios de los vehículos que aparecen en Tron y adaptaciones animadas directas de personajes de la película original, incluyendo SARK. Ambas películas tienen incluso como característica una aparición de cameo del popula personaje de los videojuegos Pac-Man.
La animación japonesa también ha sido blanco de mockbusters. Cuando Mazinger Z fue popular en Corea del Sur en la década de 1970, el director de animación Kim Cheong-gi crea Robot Taekwon V como la contraparte coreana. Después del éxito de Taekwon V, 70 películas animadas se produjeron en Corea del Sur entre 1976 y 1986, muchas de las cuales copiaban historias, personajes y diseños del anime japonés. En 1983, Corea del Sur lanzó Space Gundam V. A pesar de su nombre, la serie no está relacionada con Mobile Suit Gundam; en cambio, es una copia del género Super robot que incluyó una aparición no autorizada del VF-1 Valkyrie de Macross. La serie animada china de 2010 Astro Plan ha sido criticada por ser una copia de Macross Frontier y Mobile Suit Gundam 00.
Estudios de bajo presupuesto en países extranjeros pueden producir secuelas completamente ilegítimas a películas preexistentes de mayor presupuesto o franquicias de películas que empezaron en otros países. Estas secuelas no son oficiales y suelen ser desconocidas para los creadores y productores de la franquicia original. Estas secuelas no oficiales son rara vez (si es que acaso lo son) lanzadas en el país donde se realiza la franquicia original de la película, generalmente debido a problemas de licencias. 
En 1990, una película de ciencia ficción/horror italiana titulada Terminator II fue lanzada en Italia como una supuesta secuela de la película estadounidense de 1984 The Terminator. Esto fue casi un año antes del lanzamiento de la película de James Cameron Terminator 2: el juicio final  en los Estados Unidos. A pesar de su título, el argumento de la película es realmente más cerca de ser un mockbuster de la exitosa película de James Cameron de 1986, Aliens, si bien uno de los personajes es un robot disfrazado como humano que se presenta y actúa de una manera tal que constituye una clara copia del icónico personaje de Arnold Schwarzenegger en la película The Terminator. 
Cruel Jaws (también conocida como La Bestia y Tiburón 5: Tiburón Cruel) de 1995, es un mockbuster basado en el clásico de 1975, Tiburón y sus secuelas. La película está protagonizada por Richard Rocío y fue dirigido por el célebre cineasta italiano Bruno Mattei. La película utiliza ilegalmente escenas de Tiburón, Deep Blood y The Last Shark (e, irónicamente, de Great White, otro plagio italiano de Tiburón), así como el uso de una destrozada versión del tema de Star Wars.
Terminator II y Cruel Jaws fueron dirigidas por Bruno Mattei, un director italiano conocido por sus películas de cine b de bajo presupuesto y explotación, mal recibidas por la crítica, así como secuelas ilegítimas de famosas películas estadounidenses. El guion de Terminator II fue escrito por el guionista y director de cine B Claudio Fragasso, más conocido por ser el director de la película de horror de culto Troll 2.
Las dos primeras películas de la trilogía de Evil Dead fueron lanzadas en Italia bajo los títulos de La Casa y La Casa 2. En 1988 Joe D'Amato actuó como productor para una secuela completamente separada, llamada La Casa 3, también llamada Evil Dead 3. Esto ocurrió cinco años antes de que Sam Raimi dirigiera y estrenara Evil Dead III: Army of Darkness en los Estados Unidos. La Casa 4  fue otra secuela separada de la saga Evil Dead, también producida por Joe D'Amato y también lanzada en 1988, protagonizada por David Hasselhoff y Catherine Hickland. La película se vendió alternativamente como Evil Dead 4 y El regreso del exorcista, también haciéndola una secuela no oficial/ilegítima de la película estadounidense de 1973 El exorcista, 11 años después del estreno oficial de Exorcista II: el hereje. D'Amato nuevamente actuaría como productor de otra secuela ilegítima de Evil Dead en 1990 con el lanzamiento de La Casa 5, también llamada Evil Dead 5 y esta vez dirigido por Claudio Fragasso.
La película italiana de bajo presupuesto de 1975 Un urlo nelle tenebre también se ha presentado bajo el título de El exorcista 3. Esto ocurrió 15 años antes de que William Peter Blatty dirigiera "El Exorcista III" y ocho años antes de que escribiera la novela en la que se basó.
La película italiana de guerra Eroi dell'inferno de 1987 fue lanzada en los Estados Unidos por Asiavision bajo el título de Inglorious Bastards 2: héroes del infierno. A pesar de que la original Inglorious Basterds fue una película de guerra ambientada en la Segunda Guerra Mundial, Inglorious Bastards 2: héroes del infierno ocurre durante la guerra de Vietnam. Curiosamente, ambas películas cuentan con el actor Fred Williamson, pero actuando roles diferentes.

### Productoras demockbusters
La compañía de videos caseros GoodTimes Entertainment es famosa por distribuir "mockbusters" animados homólogos a las populares películas de Disney en la década de 1990 (como las hechas por Golden Films); en tanto Disney creaba sus películas con base en cuentos populares en el dominio público y narraciones históricas, las acciones de GoodTimes eran completamente legales y lograron sobrevivir las acciones legales que Disney entabló contra ella.
Asimismo, Vídeo Brinquedo es un estudio de animación CGI brasileño que se ha especializado desde 2006 en la producción de películas de bajo presupuesto directamente para vídeo que en su mayor parte se consideran flagrantes (y muy mal hechas) imitaciones de películas creadas por Pixar, Disney y DreamWorks. Sus títulos hasta ahora incluyen Little & Big Monsters (un derivado de Monsters vs Aliens de DreamWorks), The Little Cars (copia de la franquicia de dibujos animados de Pixar Cars), Ratatoing (derivada de la película de Disney y Pixar Ratatouille), Diminutos Robots (de la película de Pixar  WALL·E), What's Up?: Balloon to the rescue (parodia de Up de Pixar), El príncipe rana (copia de La princesa y la rana de Disney), The little Panda Fighter (copia descarada de Kung Fu Panda de Dreamworks) entre otras cintas. En cada caso la copia de Vídeo Brinquedo es lanzada cerca de la fecha de estreno de la película más profesional y de mayor presupuesto que la inspiró.
The Asylum, la productora de muchas parodias cinematográficas, es un estudio de cine de Hollywood, California, conocido por crear varias parodias reconocidas, entre ellas Serpents in a Train, Transmorphers, AVH: Alien vs. Hunter (parodia a Alien vs. Depredador), El tesoro de Da Vinci (parodia de El código Da Vinci), I Am Omega y Battle of Los Angeles.